# Arbëreshë di Sicilia
Gli Arbëreshë di Sicilia (Arbëreshët e Siçilisë in albanese), ossia gli albanesi di Sicilia, altrimenti detti siculo-albanesi, sono una popolazione di etnia albanese della regione Siciliana, parte della minoranza etno-linguistica albanese d'Italia. I siculi-albanesi hanno una storia, un patrimonio e un'identità medesima a quella degli albanesi del continente.
Essi provengono dall'Albania e da varie regioni albanofone della penisola Balcanica, territori che oggi sono inclusi agli stati attuali di Grecia, Macedonia del Nord, Cossovo, Serbia e Montenegro. La diaspora albanese interesso vari centri dell'isola, dal XV secolo sino al XVIII secolo. La popolazione Albanese d'Italia si stabilì esule in questi territori a seguito della morte dell'eroe nazionale Giorgio Castriota Scanderbeg, che per due decenni aveva respinto l'Impero ottomano, e quindi per scampare alla dominazione turco-musulmana. Da allora i siculo-albanesi vivono in alcuni centri dell'entroterra della Sicilia occidentale, tra i monti Sicani e i monti di Piana degli Albanesi, della città metropolitana di Palermo. Sono numerosi gli albanofoni residenti nella stessa città di Palermo.
Le zone di queste comunità sono tradizionalmente dette Albania di Sicilia o Sicilia albanese, da cui le espressioni in uso ancora oggi di "colonie albanesi di Sicilia", "comuni albanesi di Sicilia", "paesi albanesi della Sicilia" e "lingua albanese di Sicilia". Nel loro idioma Arbëria è il nome che definisce la loro "nazione" sparsa nell'isola e nel resto dell'Italia meridionale. Gli albanesi di Sicilia parlano una variante dell'albanese, nota come arbërishtja.
Generalmente rifondarono interamente i loro paesi nei pressi di castelli e casati da lungo tempo totalmente abbandonati e spopolati (es. Mezzojuso), in altri casi ne edificarono interamente di nuovi (es. Piana degli Albanesi). In Sicilia, come nel continente, gli arbëreshë mantennero un loro sistema politico, religioso oltre che linguistico e culturale, conservando una certa autonomia dal territorio circostante. Gli italo-albanesi, continentali e insulari, pur trovandosi geograficamente in località differenti, riconoscono d'esser d'origine di una stirpe e usano definirsi gjaku i shprishur (sangue sparso), termine in uso per definire la loro fratellanza e l'appartenenza ad un unico popolo, quello albanese, sparso sia in Italia che nel mondo.
Nel corso dei secoli sono riusciti a mantenere e a sviluppare la propria identità albanese grazie alla loro caparbietà e al ruolo culturale esercitato dai propri istituti religiosi di rito bizantino (o greco). Gli albanesi di Sicilia compongono la Chiesa cattolica italo-albanese, la quale Eparchia di Piana degli Albanesi rappresenta una delle tre sedi ecclesiastiche; e ad essa va la cura della popolazione arbëreshe che in gran parte conserva il rito orientale. 
Esiste una forte vitalità culturale nei siculo-albanesi e una ferma determinazione a difendere il patrimonio che i loro Padri hanno saputo difendere e trasmettere lungo questi cinque secoli di permanenza in Sicilia.

#### Eparchia di Piana degli Albanesi

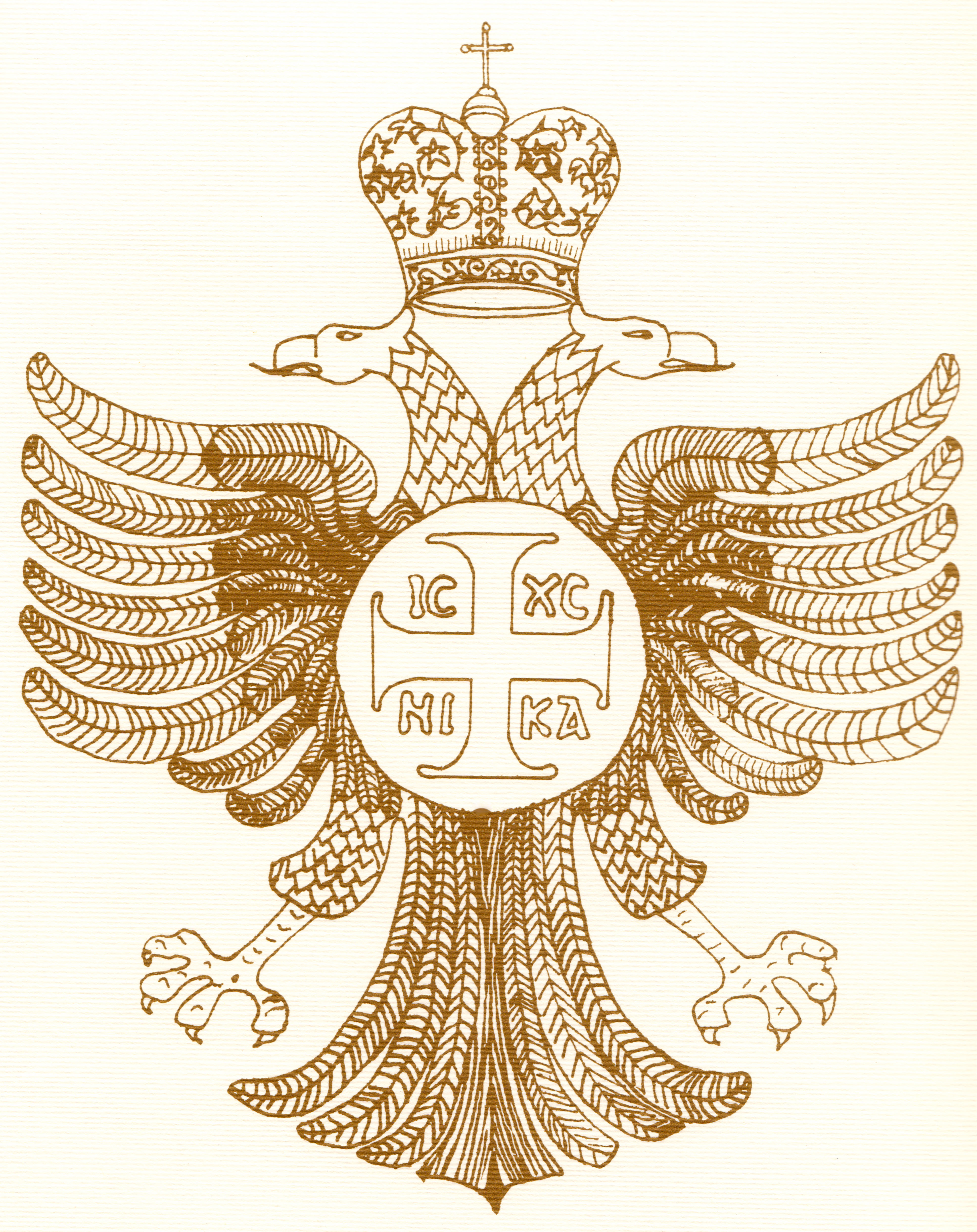
Stemma dell'Eparchia di Piana degli Albanesi

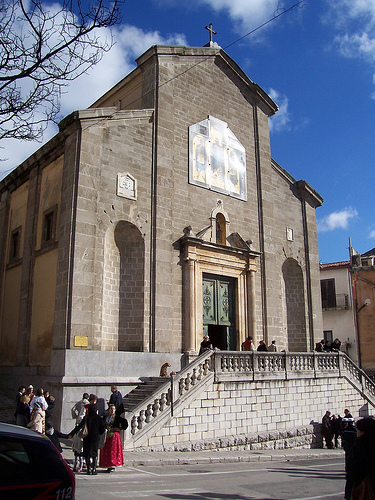
La Cattedrale dell'Eparchia

## Etnonimo
La popolazione albanese di Sicilia, al pari di quelli italo-albanesi del continente, usa chiamarsi o definirsi arbëreshë nella lingua albanese natia con cui si riconoscono, etnonimo che significa appunto albanese. Talvolta, sono stati erroneamente chiamati dai litint, ovvero lett. i latini, i siciliani cattolici di rito romano o latino, con l'appellativo "greco-albanesi" o addirittura semplicemente "greci", a causa della loro appartenenza religiosa al rito bizantino, in passato noto come "rito greco" (allorquando confusi con la gente greca dai "latini"/romani per la lingua greca utilizzata nel rito bizantino professato o tuttalpiù per indicare l'appartenenza all'aspetto religioso di questi, greco/orientale e non romano/occidentale).
In ambito siciliano, sulla base di questo appellativo spesso dispregiativo per indicare persone albanesi, veniva detto: Si viri un grecu e un lupu, lassa lu lupu e tira a lu grecu (Se vedi un albanese ed un lupo, lascia stare il lupo e spara all'albanese), la cui pronta risposta degli albanesi era: Derr e litì, mos i vurë ndë shpì se të çajën poçe e kuzi (Maiale e siciliano, non li entrar a casa che ti rompono piatti e pignate). Gli italo-albanesi chiamano infatti litì (latini) i forestieri e le famiglie provenienti dalle località siciliane.
Seppure secondo alcuni studi, in particolare gli arbëreshë di Contessa Entellina mostrerebbero una componente genetica simile a quella dei greci moderni, il fatto è facilmente spiegabile nell'alto numero di greci-arvaniti o di origine tale della Grecia attuale, e che appunto alcuni dei coloni esuli in questa cittadina dopo il 1521, fossero circa cento famiglie arvanite provenienti da Andro, isola già popolata da popolazioni albanesi (arbërorë).
Prima della conquista del Regno d'Albania da parte dell'Impero ottomano (1478) sino a certo il XVIII secolo, il popolo albanese si identificava con il nome di arbëreshë o arbërorë, prendendo origine dal termine Arbër/Arbëri con il quale s'individuava la nazione albanese, e venivano indicati dai bizantini col nome di arbanon, aλβανοί o aλβανῖται in greco, albanenses o arbanenses in latino.
A seguito dell'invasione turca, al disfacimento dell'Impero bizantino e dei Principati albanesi, molti albanesi, per la libertà e per sottrarsi al giogo turco-ottomano, giunsero in Italia. Da allora, in diaspora, continuarono a identificarsi come arbëreshë, diversamente dai fratelli d'Albania, che assunsero l'etnonimo shqiptarë (da "shqip", ovvero coloro che "pronunciano, parlano bene [l'albanese]"), seppure la denominazione originaria con la radice arbër o arben sopravvive ancora, per quanto poco usata, fra gli albanesi cattolici del nord. (Arbëresh sing. maschile, Arbëreshë pl. maschile, Arbëreshe sing. e pl. femminile, da cui Arbëria).

## Distribuzione geografica
Gli albanesi di Sicilia sono quelli stanziati più a sud degli insediamenti italo-albanesi e i più lontani geograficamente dall'Albania e dai Balcani.
La comunità è composta da cinque centri, tutti in provincia di Palermo, tuttavia solo tre cittadine hanno conservato la lingua (Contessa Entellina, Piana degli Albanesi e Santa Cristina Gela), mentre negli altri due la lingua e la cultura originaria è estinta, essendo stati assimilati culturalmente da quella circostante e quindi caratterizzate da una marcata eredità storica e culturale arbëreshe (Mezzojuso/Munxifsi e Palazzo Adriano/Pallaci). Nelle suddette comunità, però, si è mantenuto il rito bizantino, elemento religioso ed etnico che ricorda l'origine albanese.
Da tempo altre comunità di fondazione albanese, quali Biancavilla, Bronte e San Michele di Ganzaria della provincia di Catania, e Sant'Angelo Muxaro della provincia di Agrigento, hanno perso la lingua, la cultura e il rito religioso.
Le comunità albanesi di Sicilia hanno duplice nomenclatura ufficiale: in albanese e in italiano. In alcuni casi esistono denominazioni non ufficiali in dialetto, utilizzati prettamente dagli individui non arbëreshë.
Una nutrita comunità di arbëreshë, 15.000 battezzati registrati alla Parrocchia Italo-Albanese di San Nicolò dei Greci alla Martorana, vive nella città di Palermo. Nel resto del mondo, in seguito alle migrazioni del XX secolo in paesi come il Canada, Stati Uniti, Argentina e Brasile, esistono forti comunità che mantengono vive la lingua e le tradizioni albanesi.

### Comunità albanesi di Sicilia
Palermo 
| Nome italiano        | Nome albanese       | Abitanti | Anno di fondazione | lingua   | Rito      | Note | Foto |
| -------------------- | ------------------- | -------- | ------------------ | -------- | --------- | --- | ---- |
| Contessa Entellina   | Kuntisa             | 1.610    | 1450               | albanese | bizantino | - Prima colonia albanese fondata, mantiene la lingua albanese, il rito bizantino e la cultura d'origine. I costumi sono stati ripresi su modello di quelli in uso a Piana degli Albanesi e su esempi dai pochi documenti e fonti storiche.       |      |
| Piana degli Albanesi | Hora e Arbëreshëvet | 5.963    | 1488               | albanese | bizantino | - Comunità arbëreshe di Sicilia più grande e popolosa, mantiene la lingua albanese, il rito bizantino, i costumi tradizionali, gli usi e la cultura d'origine.                                                                                   |      |
| Santa Cristina Gela  | Shëndastina         | 986      | 1747               | albanese | latino    | - Più piccola e giovane comunità albanese di Sicilia, mantiene la lingua albanese e si conservano gli abiti tradizionali (che sono nel modello di Piana degli Albanesi, luogo da cui ha avuto origine la colonia). Il rito bizantino è decaduto. |      |

#### Comunità d'origine albanese osservanti il rito bizantino
Le comunità di Mezzojuso e Palazzo Adriano, in provincia di Palermo, sono da considerarsi un caso particolare, dal momento che, pur avendo perso la lingua albanese e i costumi d'origine, hanno mantenuto il rito greco-bizantino, peculiare pilastro - insieme con lingua e costumi - dell'identità albanese della diaspora. In alcuni casi familiari si è mantenuta la memoria storica e un senso di appartenenza con l'Albania e il popolo albanese arbëresh.
Venuta meno la diversità linguistica, l’identità etnica albanese è percepita nella diversità liturgica. La storia del suo popolo ha lasciato segni tangibili nei monumenti e nelle opere d’arte che ornano i due centri e nelle tradizionali manifestazioni religiose. Oggi vi è la compresenza di due popoli, l’albanese (per i siciliani il "greco", ovvero il [di rito] bizantino, arbëreshi in albanese) e il siciliano (per gli albanesi il "latino", litiri in albanese) che convivono pacificamente, seppur fino anche a tempi recentissimi ha portato ad aspri scontri etnico-religiosi.
| Nome italiano   | Nome albanese | Abitanti | Anno di fondazione | lingua   | Rito      | Note | Foto |
| --------------- | ------------- | -------- | ------------------ | -------- | --------- | --- | ---- |
| Mezzojuso       | Munxifsi      | 2.809    | 1501               | italiano | bizantino | - Colonia di origine albanese, mantiene il rito bizantino. Conserva tradizioni varie albanesi. |      |
| Palazzo Adriano | Pallaci       | 1.734    | 1482               | italiano | bizantino | - Colonia di origine albanese, mantiene il rito bizantino. Conserva tradizioni varie albanesi. Pochi costumi sono stati riprodotti su modello e fantasia di quelli antichi dipinti da Jean Houël. |      |

##### Altre comunità d'origine albanese
Furono fondate da esuli albanesi Biancavilla, Bronte, San Michele di Ganzaria (CT) e Sant'Angelo Muxaro (AG), ma persero le loro caratteristiche etno-linguistiche molto presto (intorno al XVII secolo).
  Agrigento 
| Nome italiano      | Nome albanese             | Abitanti | Anno di fondazione | Lingua   | Rito   | Note                | Foto |
| ------------------ | ------------------------- | -------- | ------------------ | -------- | ------ | ------------------- | ---- |
| Sant'Angelo Muxaro | Shënt' Ëngjëlli Mushkarrë | 1.270    | 1506-1511          | italiano | latino | † Comunità estinta. |      |

  Catania 
| Nome italiano           | Nome albanese | Abitanti | Anno di fondazione | Lingua   | Rito   | Note | Foto |
| ----------------------- | ------------- | -------- | ------------------ | -------- | ------ | --- | ---- |
| Biancavilla             | Callicari     | 23.736   | 1488-1501          | italiano | latino | † Comunità estinta. Chiamata già "Casale dei Greci" e "Albavilla". Influenza albanese nel dialetto siciliano parlato; presenza di cognomi albanesi. In alcune occasioni particolari i sacerdoti delle colonie albanesi di Palermo vi si recavano per le ufficiature bizantine. Da recente è svolta annualmente una rievocazione storica in memoria delle antiche origini albanesi. |      |
| Bronte                  | Brontë        | 18.746   | 1468-1500          | italiano | latino | † Comunità estinta. Presenza di cognomi di provenienza albanese e numerose parole di origine albanese. Residui di culto orientale nell'architettura mariana dell'Odigitria. |      |
| San Michele di Ganzaria | Shën Mikelli  | 3.168    | 1534               | italiano | latino | † Comunità estinta. |      |

### Immigrazione albanese nelle comunità albanesi di Sicilia

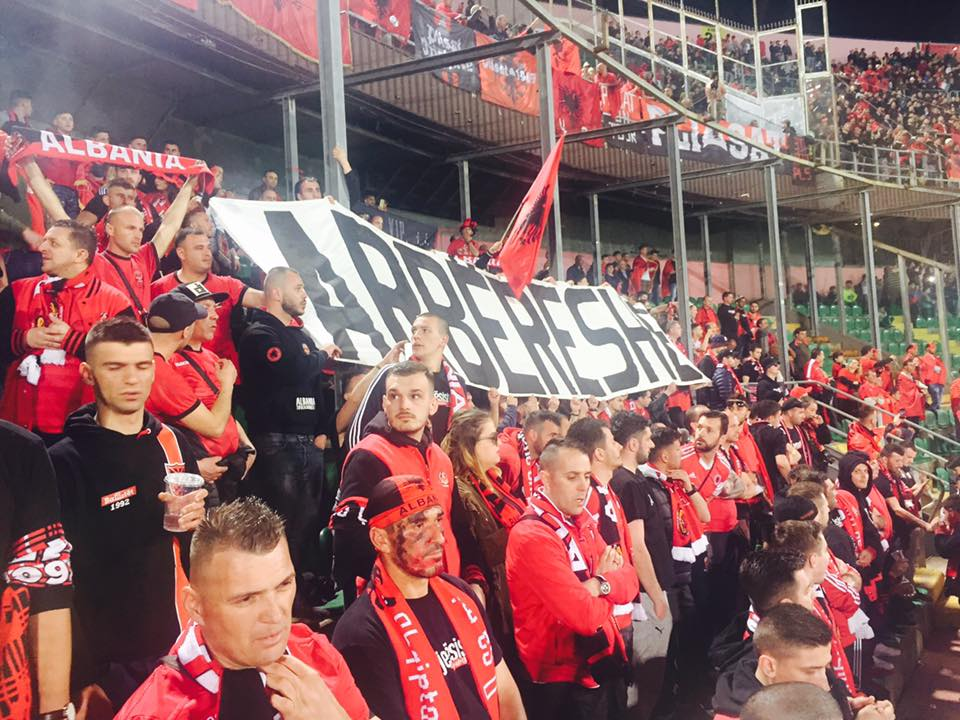
Tifosi albanesi (arbëreshë e shqiptarë) a Palermo, per la partita Italia-Albania del 2017

Con la caduta del regime comunista d'Albania (1990), una florida comunità albanese di recentissima immigrazione convive ed è bene integrata nel tessuto sociale delle comunità siculo-albanesi (a Contessa Entellina, Mezzojuso, Santa Cristina Gela, Piana degli Albanesi in modo particolare), con la creazione di una comunità di arbëreshë che raccoglie al suo interno un nucleo radicato di shqiptarë.
Tra il 1997 e il 2002 il Comune e l'Eparchia di Piana degli Albanesi hanno dato accoglienza e aiuto agli albanesi del Kosovo colpiti dalla guerra. Ancora oggi sono rilevanti i trasferimenti di nuclei familiari albanesi d'Albania nelle comunità albanesi di Sicilia, casi di matrimoni fra arbëreshë e shqiptarë e conversioni nel Cristianesimo.

## Storia
(Giuseppe Schirò, l'Inno degli Albanesi di Sicilia, da Canti Tradizionali ed altri Saggi delle Colonie Albanesi di Sicilia, pp. 86-119, Napoli, 1907)

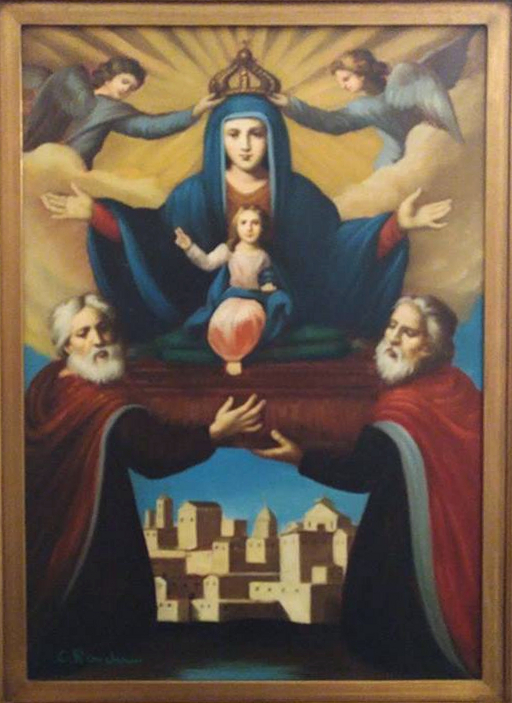
La venerata immagine dell'Odigitria, portata dall'Albania nel XV secolo dagli esuli albanesi in Piana degli Albanesi (copia)

Dopo il 1468, anno di morte di Giorgio Castriota Scanderbeg, ebbe inizio la disfatta della resistenza albanese, che strenuamente aveva combattuto l'invasione ottomana. In maniera massiccia una grande migrazione portò numerosi esuli albanesi a stabilirsi in Italia, sia nel Regno di Napoli che nel Regno di Sicilia. L'invasione della penisola balcanica da parte dei turchi ottomani nel XV secolo costrinse così numerose famiglie a cercare rifugio nelle vicine coste della Sicilia e dell'Italia meridionale.
Con le emigrazioni dall'Albania del 1448, del 1461, del 1468, del 1478, del 1482, del 1491 e del 1534, che aprì la cosiddetta diaspora del popolo albanese, un'ulteriore ondata migratoria, da territori abitati da albanesi (quelli oggi detti arvaniti dai greci) della zona veneziana della Morea, si ebbe tra il 1500 e il 1534 (ecco spiegarsi come gli arbëreshë di Sicilia - in particolare a Contessa Entellina, meta nel 1521 dell'esodo di circa cento famiglie arbëror dall'isola di Andros mostrano una componente genetica riferibile alla Grecia d'oggi, in quanto comune a quelle popolazioni di lingua greca ma di origine arvanitas).
Molti impiegati come mercenari dalla Repubblica di Venezia, gli arbëreshë dovettero evacuare le colonie del Peloponneso con l'aiuto delle truppe di Carlo V, ancora a causa della costante invasione turca. Carlo V stanziò questi soldati in Italia meridionale, per rinforzarne le difese proprio contro la minaccia degli Ottomani. Stanziatisi in villaggi isolati (il che permise loro di mantenere inalterata la propria identità e cultura fino ad oggi), gli arbëreshë divennero tradizionalmente soldati del Regno di Napoli, del Regno di Sicilia e della Repubblica di Venezia, dalle guerre di religione tra cristiani e musulmani fino all'invasione napoleonica.

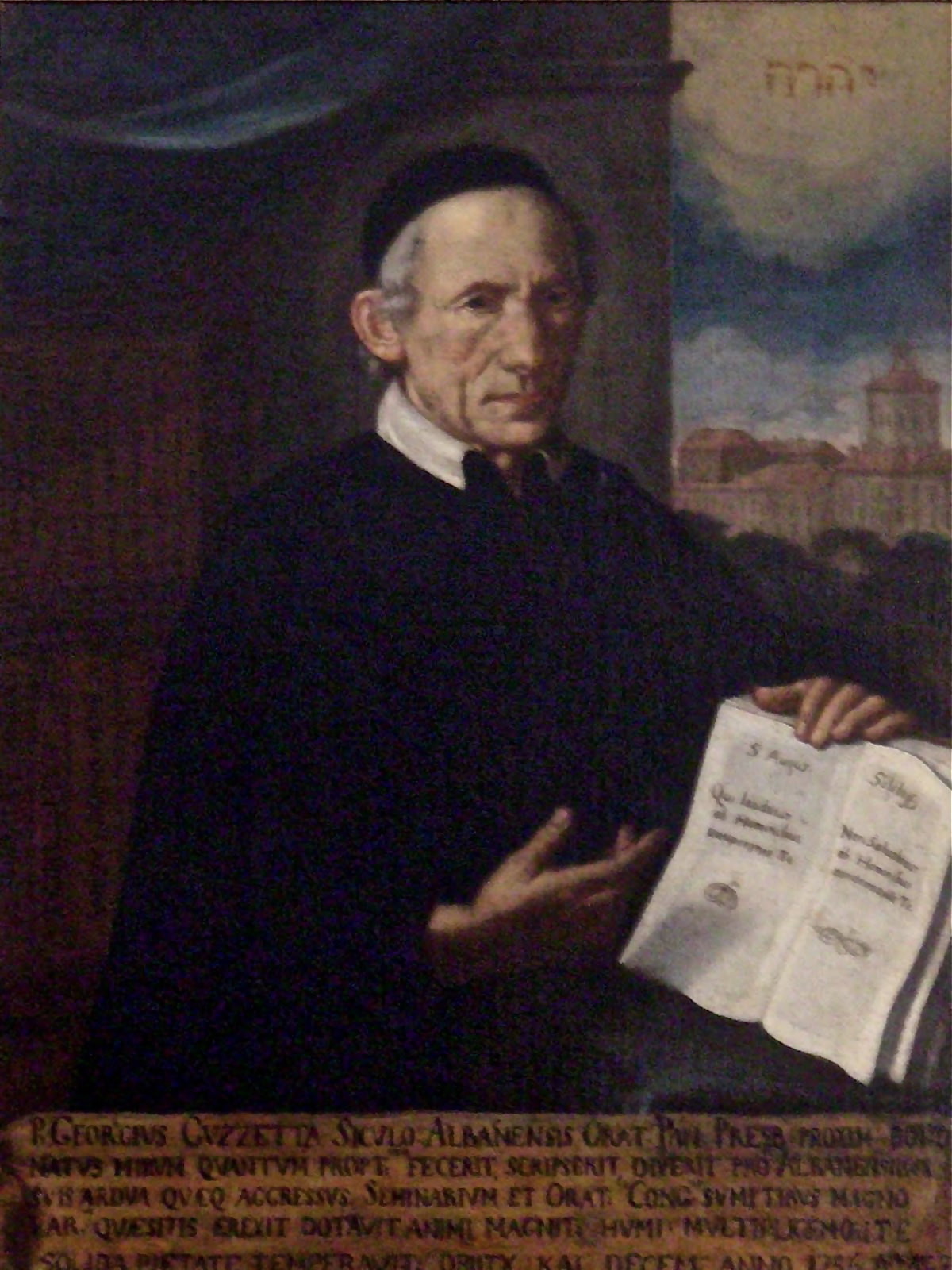
Il venerabile P. Giorgio Guzzetta (1682 – 1756), si prodigò assiduamente nella difesa del rito e dell'identità propria

Gli esuli albanesi, provenendo dall'oriente cristiano, erano di tradizione ortodossa - posti sotto la giurisdizione del patriarcato ecumenico di Costantinopoli - ma riconoscenti del papato, in quanto essi erano reduci dal Concilio di Firenze, che riuniva nuovamente le due Chiese d'Oriente e d'Occidente. Per qualche tempo dopo il loro arrivo, gli albanesi furono affidati al metropolita di Agrigento, nominato dall'arcivescovo di Ocrida, con il consenso del Papa. Dopo il concilio di Trento le comunità albanesi vennero poste sotto la giurisdizione dei vescovi latini del luogo, determinando, così, un progressivo impoverimento della tradizione bizantina. Fu in questi anni che molti paesi albanesi si videro costretti ad abbandonare il rito bizantino. Oggi gli albanesi d'Italia, gli arbëreshë, conservano tradizione, struttura e liturgia ortodossa, ma sono in comunione con il Papa. La lingua utilizzata nelle liturgie è il greco, utilizzata perlopiù nelle occasioni più solenni (derivante dall'antica tradizione di utilità pratica, sino al XV secolo, secondo cui per l'oriente la lingua veicolare generale per tutti i popoli era il greco e per l'occidente il latino), e l'albanese, utilizzata abitualmente nelle comunità in cui la lingua viene ancora parlata.
L'ondata migratoria dalla Sicilia verso l'America negli anni tra il 1900 e il 1910 ha causato quasi un dimezzamento della popolazione dei paesi arbëreshë e ha messo la popolazione a rischio di scomparsa culturale, nonostante la recente rivalutazione.

## Lingua

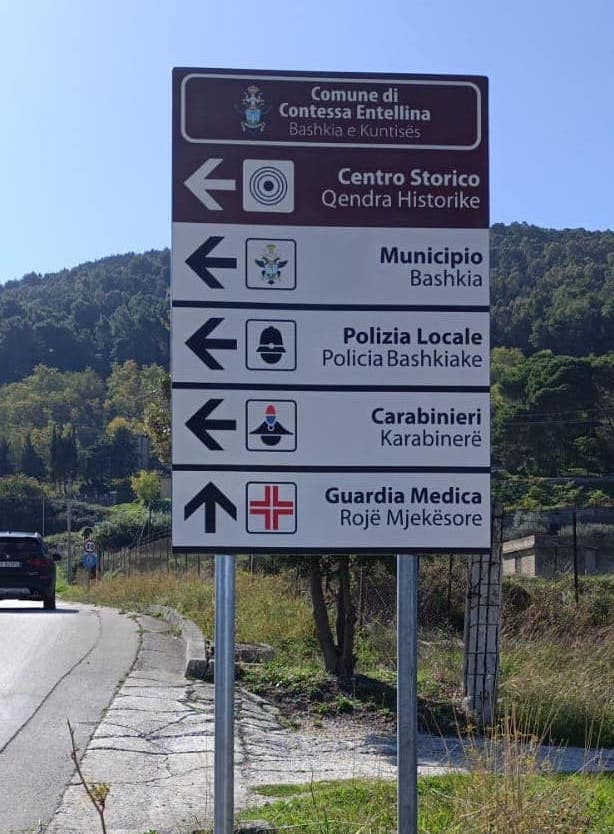
Cartelli stradali bilingue, in italiano e in albanese, a Contessa Entellina

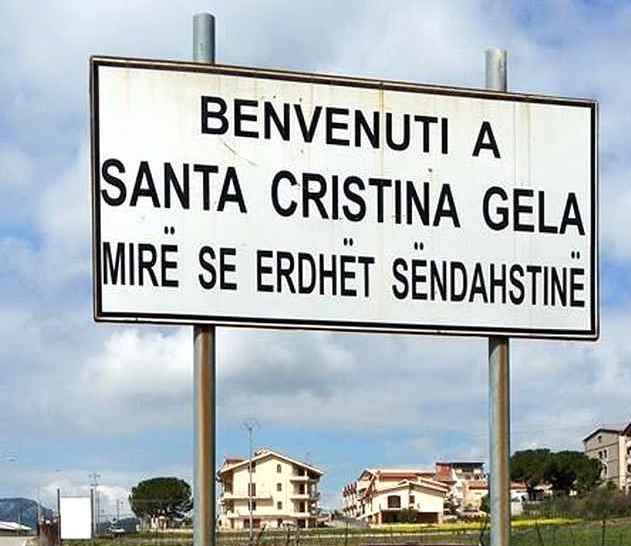
Tabella bilingue, in italiano e in albanese, a Santa Cristina Gela

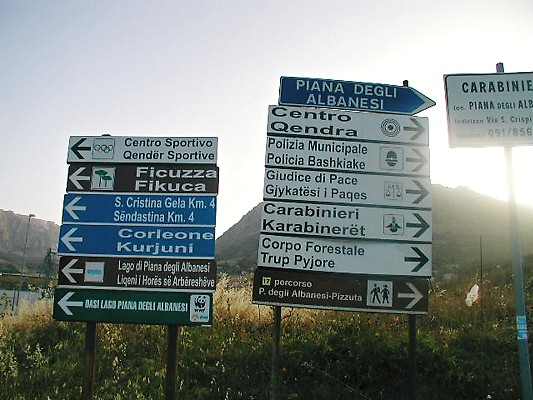
Cartelli stradali bilingui, in italiano e albanese, a Piana degli Albanesi

La lingua albanese (gluha arbëreshe) parlata delle comunità albanesi in Sicilia è la variante albanese toskë parlato nell'Albania centro meridionale. Dal secondo XXI secolo la lingua della minoranza arbëreshe ha subito sempre più, a causa dei nuovi media, l'influenza dell'italiano, e si va incontro oggi al rischio sempre costante della sua scomparsa linguistica, specialmente nel comune di Contessa Entellina.
L'albanese parlato in Sicilia è comune alla lingua parlata dagli altri albanesi in Italia (Abruzzo, Basilicata, Calabria, Campania, Molise, Puglia), e un albanese di Sicilia riesce a comunicare senza grossi problemi con un altro di diversa regione, ma non vi è un arbëreshë letterario comune a cui ricorrere. Ad esempio, qualora si incontrino due italo-albanesi uno della Sicilia e uno del Molise, in questo caso ciascuno di essi userà la propria parlata. Non è più raro oggi che, per rimpiazzare parole inesistenti nell'albanese antico, sia utilizzato l'albanese standard parlato in Albania e nei territori albanofoni dei Balcani, come Kosovo, Macedonia, Grecia, Montenegro, ecc, così come avevano fatto studiosi e linguisti nei secoli precedenti (Demetrio Camarda, Nicolò Chetta, Nicola Figlia, Giuseppe Schirò, Gaetano Petrotta, Gjergji Schirò)
A partire dai primi decenni del secondo dopoguerra, con la stessa accelerazione dell'italianizzazione della Sicilia, la lingua delle comunità siculo-albanesi è stata seriamente minacciata da un costante processo di assimilazione e da un progressivo passaggio alla diglossia italiano-arbëreshë con l'arbëreshë in posizione sempre più subordinata. Inoltre, le forti pressioni omologatrici in corso, esercitate dalla globalizzazione attraverso i nuovi sistemi tecnologici di comunicazione, sono divenute ancora più aggressive con rischi ulteriori per la sopravvivenza delle peculiarità culturali e linguistiche della comunità arbëreshë di Sicilia.
Da qui la necessità e l'imprenscindibilità di una battaglia culturale sempre più impegnativa e costante. Una battaglia iniziata nel 1950 con la presentazione del primo progetto di legge per l'insegnamento della lingua arbëreshe nella scuola elementare nei comuni arbëreshë della Sicilia.
Gli albanesi in Italia sono stati riconosciuti dallo Stato italiano come minoranza etnica linguistica il 15.12.1999, in base alla legge-quadro n.482. Solo recentemente ha quindi ottenuto il riconoscimento giuridico a livello europeo, nazionale e regionale come minoranza linguistica, con la possibilità di insegnare nelle scuole primarie e secondarie la propria lingua albanese, oltre il suo utilizzo ufficiale in luoghi dell'amministrazione pubblica, biblioteche, banche, ecc.
L'amministrazione comunale di Piana degli Albanesi utilizza da decenni cartelli stradali e documenti ufficiali in lingua albanese, affiancata all'italiano. La lingua albanese in questo comune è pienamente riconosciuta e utilizzata come lingua ufficiale nell'ambito delle amministrazioni locali e delle scuole dell'obbligo, ed è storicamente utilizzata come lingua principale dalle istituzioni religiose.
La lingua albanese è molto utilizzata nelle comunità di Piana degli Albanesi e Contessa Entellina anche in radio private (es. Radio Hora, Radio Jona, Radio Kuntisa) e in alcune riviste e periodici (es. Fiala e t'In Zoti, Lajmtari i Arbëreshvet, Jeta Arbreshe, Mondo Albanese, Biblos, Mirë Ditë).

### Note sulla lingua

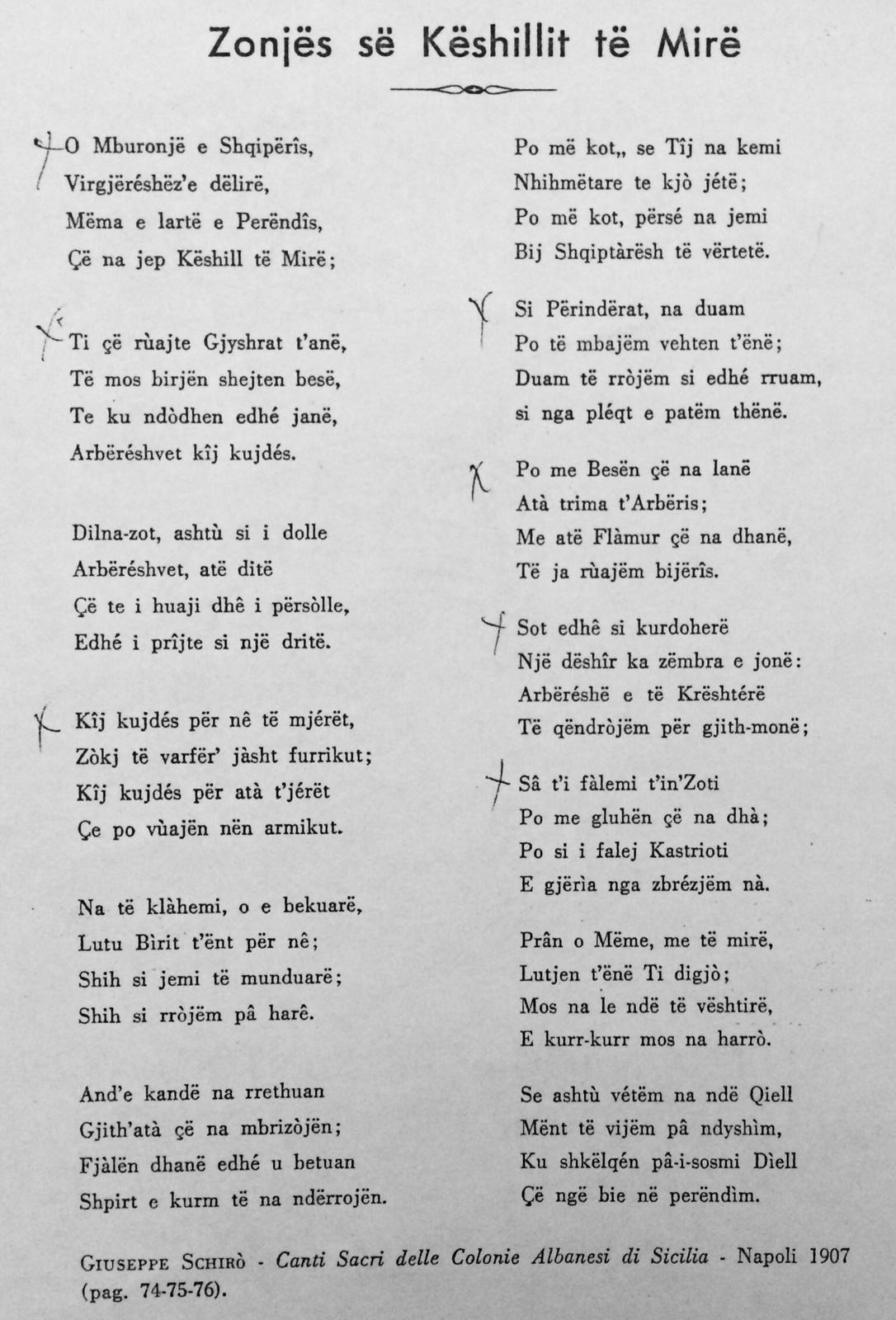
Il canto/inno "O mburonjë e Shqipërisë" (O scudo dell'Albania), Giuseppe Schirò, Canti Tradizionali ed altri Saggi delle Colonie Albanesi di Sicilia, Napoli 1907.

### Letteratura

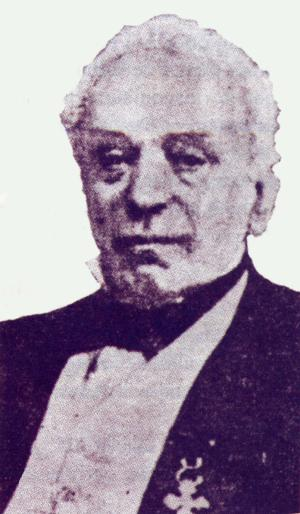
Gabriele Dara Junior (1826 – 1885)

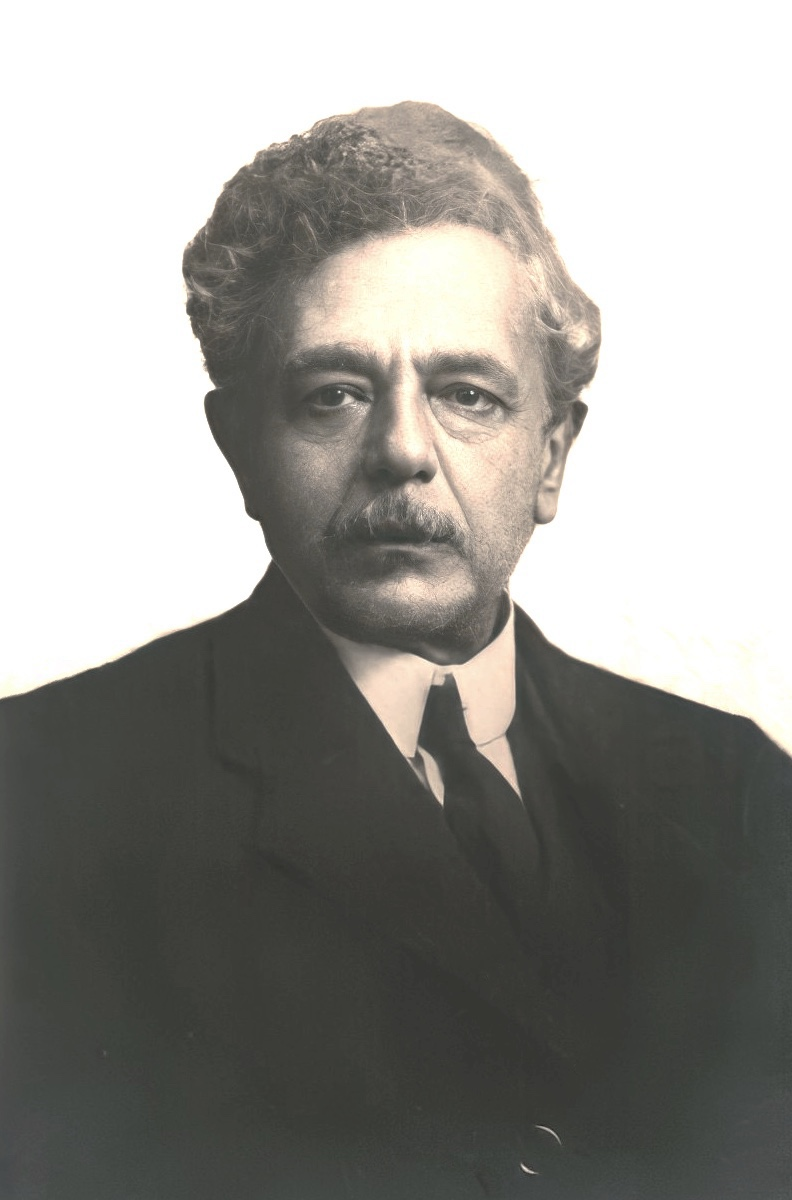
Giuseppe Schirò (1865 – 1927)

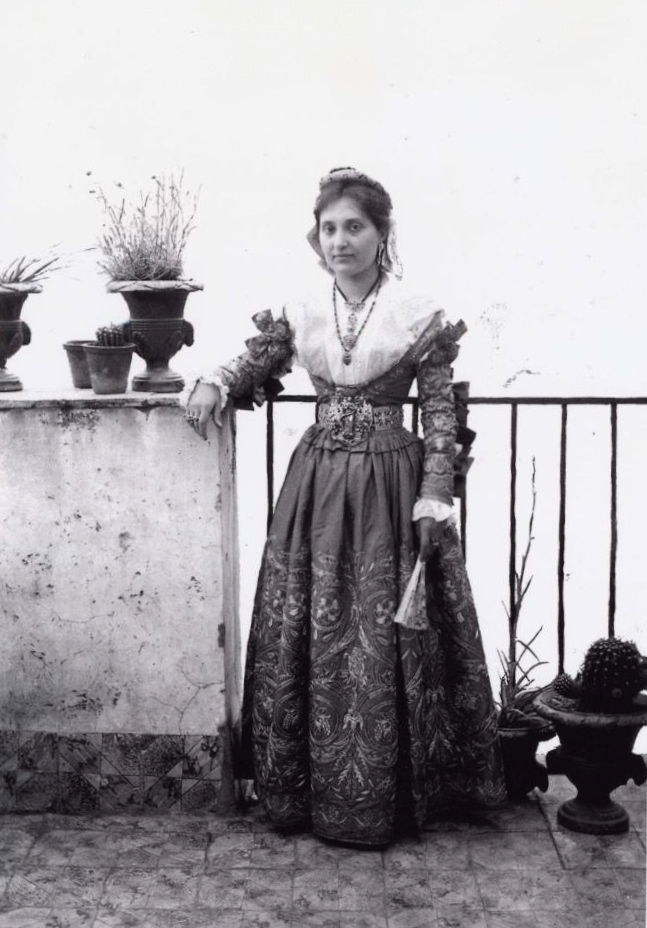
Cristina Gentile Mandalà (1856 – 1919)

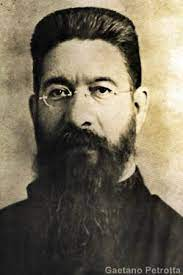
Papàs Gaetano Petrotta (1882 – 1952)

## Religione

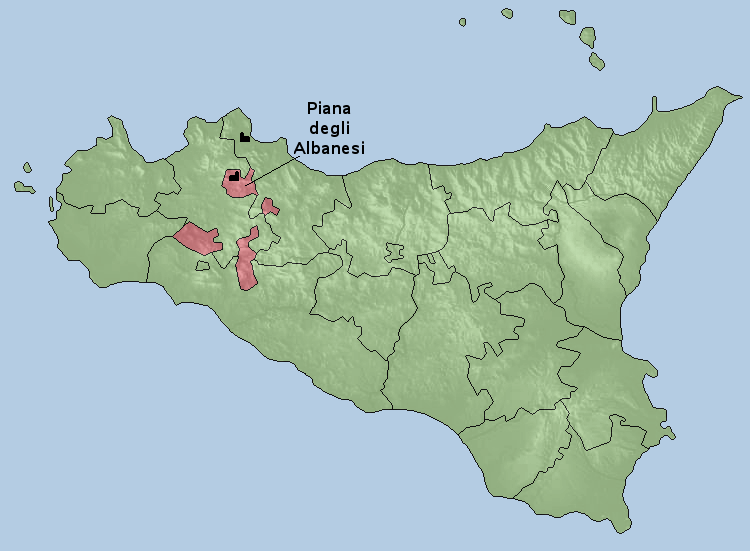
Il territorio dell'Eparchia di Piana degli Albanesi (in nero la cattedrale e la concattedrale)

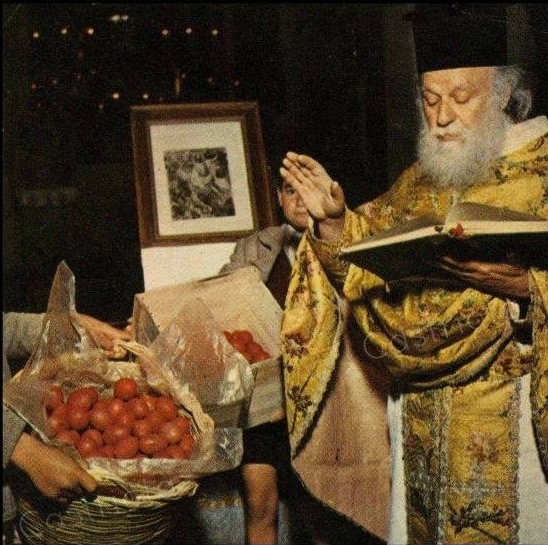
Un sacerdote italo-albanese di rito bizantino (noto col titolo albanese zoti prifti o papàs) mentre benedice le uova rosse pasquali